# 松本ししまる
松本 ししまる（まつもと ししまる、1984年4月27日 - ）は、日本の俳優、タレント、アーティスト。
神奈川県川崎市出身。身長174cm、血液型はA型。
株式会社スターダストプロモーション所属。
2015年より所属事務所のプロデュースする演劇コントユニットGRahAMBox（グレアムボックス）の初期メンバー。ユニットの公演では脚本、映像作品の制作も担当しており、独特の世界観や言葉遊びを起用し、企画、監督、撮影、編集も手掛けている。
元々奇抜なキャラクターや、不良・ヤンキー・極道といった悪役を得意とするアクション俳優として活動していたが、現事務所に所属してから体重を半年で40kg増量し容姿を激変させている。コントユニットでもボケを担当していコメディ俳優・個性派俳優。
特技は、殺陣・アクション・創作料理・イラスト
趣味は、映画鑑賞・作詞作曲・ラップ・映像編集・コラージュ(Instagram引用)
好きな食べ物は、寿司・焼肉・パスタ・珈琲
嫌いな食べ物は、パクチー・ピータン・フルーツ全般
2014年より芸名を吾磨壮奇から松本ししまるに改名。

## 略歴
- 1984年4月27日、神奈川県横浜市に生まれる。
- 2003年高校卒業後、一般企業に就職。
- 2004年幼少期から憧れていた芸能界を目指し退職。
- 2004年、20歳の時に芸名を本名の松本浩太ではなく松本コオタ名義で映画「グラフィック」に出演し俳優デビュー。
- 2004年〜、様々なWSや小劇場の舞台を中心活動し本格的に役者として芝居を学ぶ。
- 2009年〜、JAC(ジャパンアクションクラブ)出身の俳優、佳本周也からアクションと映像芝居を学ぶ。芸名を松本コオタから吾磨壮奇に改名。
- 2014年〜、フリーランスの俳優としてVシネマや短編映画に出演し、映像も続けながらも舞台演劇にも復帰する。現芸名の松本ししまるに改名する。
- 2015年〜、現所属事務所(株式会社スターダストプロモーション)に所属し俳優活動を続けながら、事務所内の俳優で演劇系コントユニットGRahAMBoxを結成。現在も年間２〜３本のペースで単独公演を行っている。
- 2018年〜、役作りで体重を40kg増量。みずからデブ俳優・太っちょ俳優と名乗っていて(Instagram引用)、その体格とキャラクターを生かしてテレビドラマやＣＭを中心に活動している。

## 人物
- 負けず嫌い
- 長男(妹、弟がいる)
- 体重を70kg〜120kgの範囲で自由に増減できる
- 音楽はオールジャンルで好き
- 言葉や文字で遊ぶことが好き(Instagram引用)
- 父親は寿司職人、母親は保育士、妹はイラストレーター、弟はYouTuber
- サッカー歴11年、アクション歴4年
- ミュージシャンの友人が多くよくLIVEにいく
- 幼い頃からダウンタウンの大ファン
- 一人暮らしが長く料理好きで自炊している
- 歌唱力には定評がありラップも得意

## 作品

### テレビドラマ
- NTV 悪夢ちゃんスペシャル（2013年）- 総長
- NTV 斉藤さん2（2013年）- チンピラ
- CX 水球ヤンキース（2014年）- 伝説の不良
- CX あすなろ三三七拍子（2014年）- ヤンキー
- NHK みをつくし料理帖（2017年）- 常連客
- NHK そろばん侍 風の市兵衛（2018年） - 一力
- NHK 西郷どん（2018年）- 常連客
- TBS Heaven?〜ご苦楽レストラン〜（2019年） ‐ 高遠大地
- NHK デジタルタトゥー（2019年）- ウェイター
- NHK みをつくし料理帖スペシャル（2019年）- 丑丸
- ケイジとケンジ〜所轄と地検の24時〜（2020年） - 園辺礼治

### ＣＭ
- キンカン 王様篇 （2013年）
- DUNLOP スタッドレスタイヤ篇 （2013年）
- ASOBIMO AVABELオンライン篇（2013年）
- コクヨ  組立て篇（2014年）
- スシロー 400店舗達成記念篇（2015年）
- AJINOMOTO 味の素ギョーザ こんな俺でも篇（2018年）
- 大正製薬 大正漢方胃腸薬 本音篇（2018年）
- AIG HOW NOT TO DRIVE IN JAPAN篇（2019年）
- LAWSON 鍋〆篇（2019年）
- コカコーラ 投資篇（2019年）

### 映画
- ガールハンティングDEATHZONE（2014年）
- ガールハンティングDEATHZONE2（2014年）
- あとがき（2024年）[1]

### 舞台
- 「さよなら、喜劇王」ゴンドウ役（2016年）
- 「ファインドハント2」消防隊員役（2017年）
- 「ハイスクール!奇面組２〜嵐を呼ぶ変態ライバル対決〜」ボス役（2018年）

### GRahAMBox LIVE
ドストFストライク「無秩序な助走」(2015年)
GRahAMBox第1回本公演「8月のメガネ」（2015年）
GRahAMBox第2回本公演「手が込んだ真実」（2015年）
GRahAMBox第3回本公演「うそつきはきつそう」（2015年）
GRahAMBox第4回本公演「まことひとこま」（2015年）
GRahAMBox第5回本公演「犯人はお前だ！と突き出された手はパーだった」（2016年）
GRahAMBox第6回本公演「笑えない方向から来た男」（2016年）
GRahAMBox第7回本公演「ウミトコミック」（2016年）
GRahAMBox「ゲヒルンラッヘン」（2016年）
GRahAMBox第8回本公演「雨の日は上を向いてバラードをシャウト」（2016年）
GRahAMBox「jpgとQT」（2016年）
GRahAMBox第9回本公演「前人未到の観光地へ」（2017年）
GRahAMBox「JOIN!」(2017年)
GRahAMBox「アムアインガング」（2017年）
GRahAMBox「エアヴァッヘン」（2017年）
GRahAMBox「ウンエントリッヒェ」（2017年）
GRahAMBox「ミエテイタ」（2017年）
GRahAMBox「赤頭巾ちゃんのズキンの部分」（2017年）
GRahAMBox第10回本公演「教えてもらわなくていい方のルールブック」（2017年）
GRahAMBox「このゆびとまれ」(2018年)
GRahAMBox「JOIN!2」(2018年)
GRahAM LIVE! 「タコの歩幅」(2018年)
GRahAMBox「ドットコント」（2018年）
GRahAMBox第11回本公演「グレアムボックス、宙を舞う。」（2019年）
GRahAMBox第12回本公演「七人のグレアム」（2019年）

## ディスコグラフィー
シングル
- キマイラ （2016年）※GRahAMBox 本公演主題歌

## 書籍
- SODA+（2018年2月8日、ぴあMOOK)